# Šurlice
Šurlice – tradycyjny makaron w kształcie rurki charakterystyczny dla kuchni chorwackiej, zwłaszcza dla Istrii i Kvarneru, w tym w szczególności dla wyspy Krk. Przypomina makaron fuži z Istrii (chor. istarske fuži), lecz jest odeń cieńszy i dłuższy. Jest najczęściej serwowany z różnymi sosami na bazie mięsa lub owoców morza.
Makaron tradycyjnie wytwarza się ręcznie, zawijając ciasto na małe drewniane patyki lub druty, dlatego też nazywany jest czasem "makaronem igłowym". Składniki ciasta to mąka, woda i olej. Pierwotnie makaron ten przygotowywano na ważne uroczystości i łączono np. z gulaszem jagnięcym. Obecnie istnieje wiele kombinacji i odmian oraz wariantów serwowanych dodatków. Jako wino polecane jest do tego dania lokalne Vrbnik Žlahtina pochodzące z wyspy Krk.
Nazwa šurlice pochodzi od słów "surla" lub "surlica", oznaczających po chorwacku trąbę słonia.

## Galeria

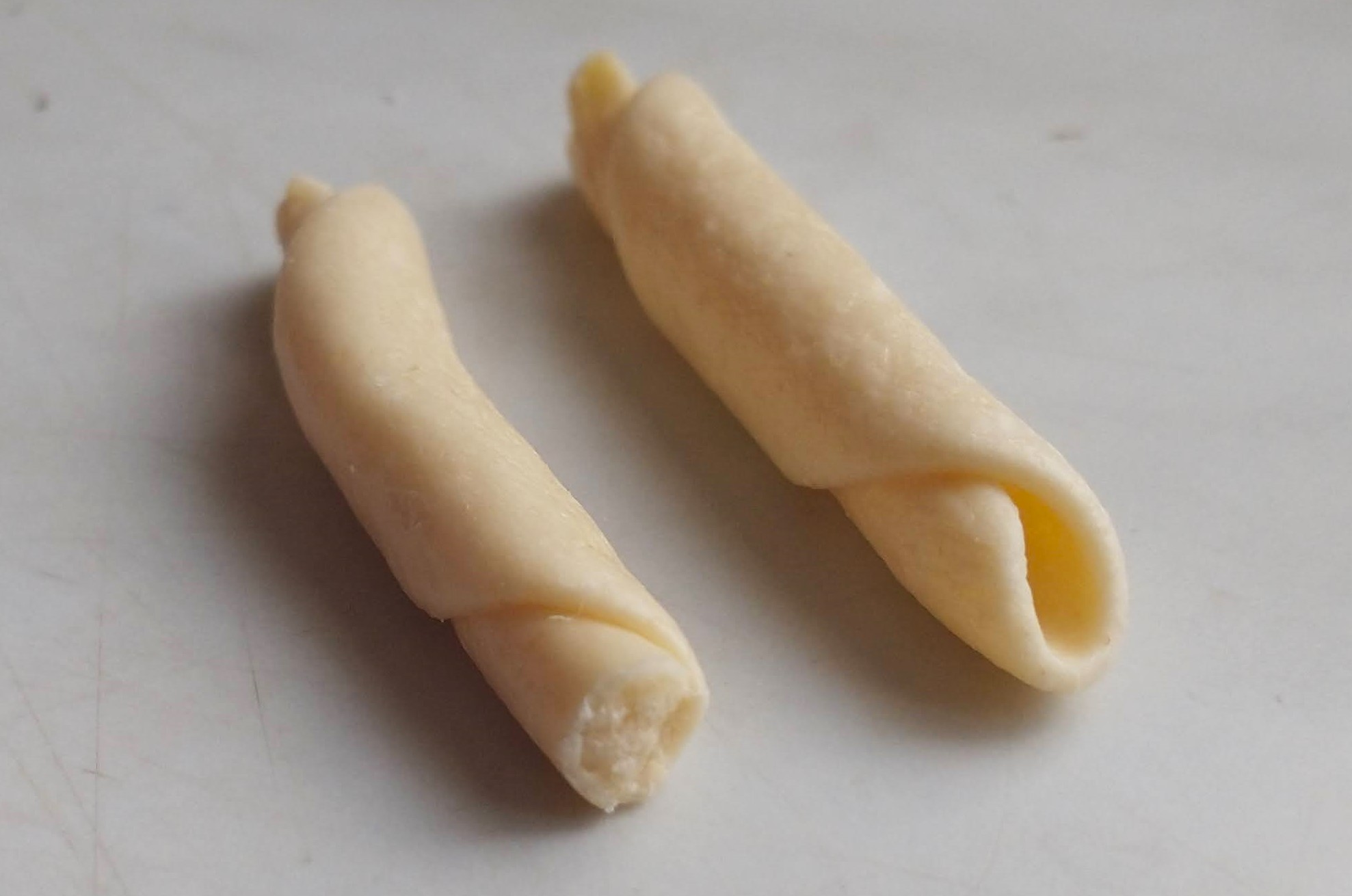
Šurlice
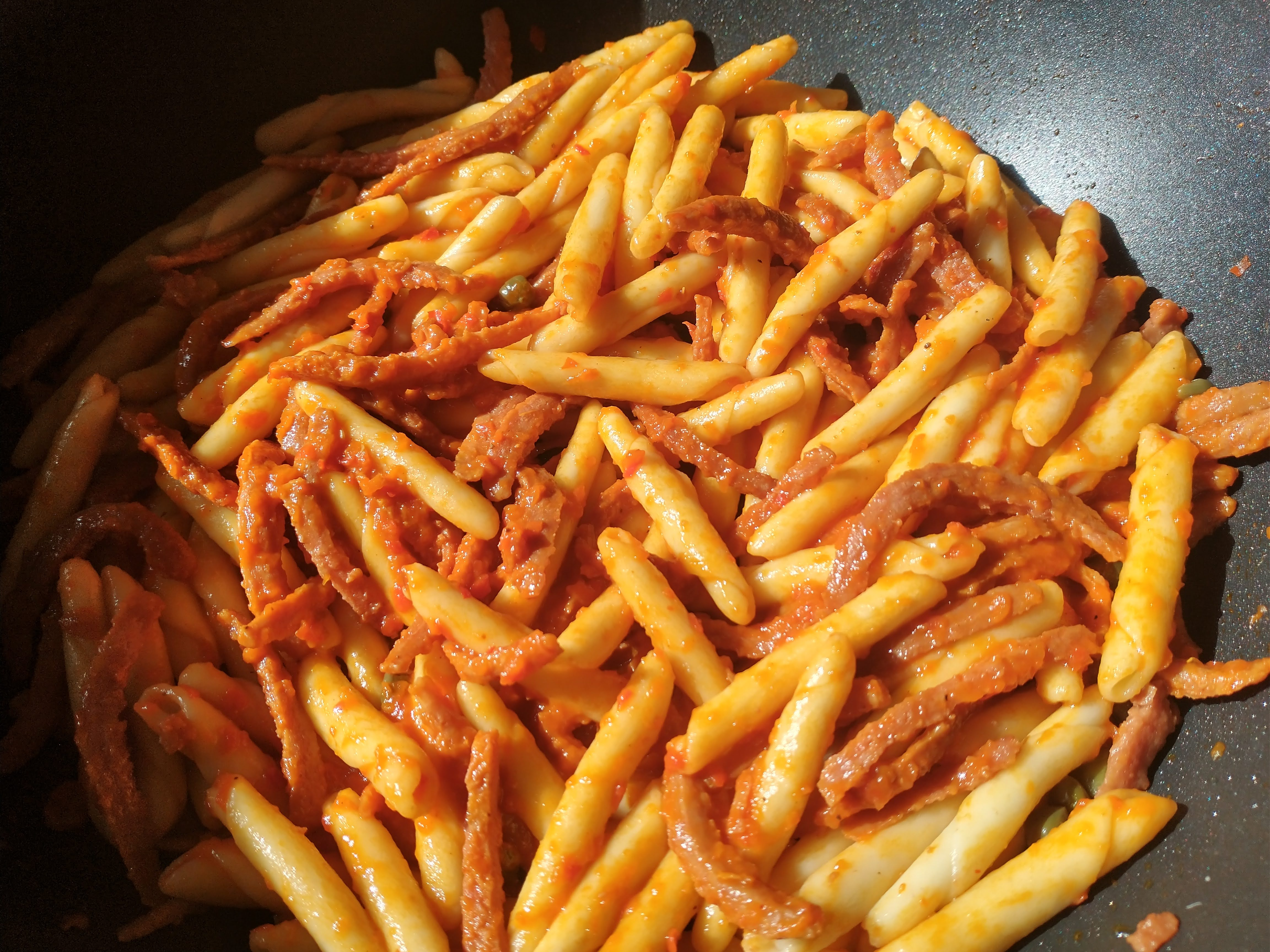
Šurlice z sosem